# Jaskinnica żółta
Jaskinnica żółta (Speleomantes flavus) – gatunek płaza ogoniastego z rodziny bezpłucnikowatych (Plethodontidae). Występuje endemicznie na sardyńskim masywie wapiennym Monte Albo. Płaz ten dorasta do 14,6 cm długości i cechuje się zmiennym ubarwieniem. Zasiedla głównie obszary górskie. Gatunek zagrożony (EN) w związku z niewielkim zasięgiem występowania oraz degradacją jego środowiska naturalnego. Może być również podatny na infekcje patogenicznego grzyba Batrachochytrium salamandrivorans.

## Wygląd
Płaz ten dorasta do 12,7 cm (samce) i 14,6 cm (samice). Kończyny dobrze rozwinięte, kończyny tylne nieco dłuższe niż przednie. Stopy u kończyn przednich mają 4, a u tylnych 5 spłaszczonych palców. Palce są krótkie i grube, spięte błoną pławną. Ubarwienie mocno zmienne – kolor podstawowy od ciemnobrązowego do czarnego, występują również żółto-zielone plamki. Brzuch jest jasny, czasami prześwitujący – przez co widać narządy wewnętrzne.

## Zasięg i siedlisko
Endemit – występuje wyłącznie w wapiennym masywie Monte Albo w północno-wschodniej Sardynii. Zasięg występowania wynosi 634 km². Płaz ten spotykany jest na wysokościach bezwzględnych 40–1050 m n.p.m., przy czym na wysokościach bezwzględnych powyżej 500 m n.p.m. gęstość występowania jest 10 razy większa niż na mniejszych wysokościach bezwzględnych. Jaskinnica żółta spotykana jest na wilgotnych obszarach górskich, skalistych wychodniach, jaskiniach, szczelinach i obszarach zalesionych. Jej środowisko często charakteryzuje się występowaniem wilgotnego mchu. Cechuje się ona rozwojem prostym, a samica składa kilka jaj na ziemi.

## Status
IUCN klasyfikuje jaskinnicę żółtą jako gatunek zagrożony (EN) w związku z niewielkim zasięgiem występowania (634 km²) oraz degradacją jego środowiska naturalnego. Na mniejszych wysokościach bezwzględnych degradacja i utrata środowiska spowodowana jest wycinką drewna, urbanizacją oraz wydobyciem wapienia. Gatunek ten może być również odławiany w celach hodowlanych. S. flavus może być również wrażliwy na infekcje patogenicznego grzyba Batrachochytrium salamandrivorans, jako że testy laboratoryjne wykazały podatność na owe infekcje u spokrewnionych gatunków – jaskinnicy sardyńskiej (Speleomantes genei) i jaskinnicy francuskiej (S. strinatii). Płaz ten występuje na obszarach chronionych i na obszarze Natura 2000 (Monte Albo Natura 2000 site). Znajduje się również w załączniku II konwencji berneńskiej i załączniku IV dyrektywy siedliskowej Unii Europejskiej. W jego ochronie pomóc mogą dalsze badania nad B. salamandrivorans.